# División de Honor de bádminton 2010-11
La temporada 2010-11 fue la 25.ª edición de la División de Honor de bádminton en España, máxima categoría de este deporte en el país. Fue organizada por la Federación Española de Bádminton. La disputaron 12 equipos distribuidos en dos grupos. La temporada regular comenzó el 3 de septiembre de 2010 y finalizó el 22 de enero de 2015. El campeón fue el Soderinsa Rinconada, que se adjudicó su undécimo título de liga.

## Equipos participantes
| Equipo                       | Ciudad            | Recinto                           |
| ---------------------------- | ----------------- | --------------------------------- |
| CB IES La Orden              | Huelva            | Polideportivo Diego Lobato        |
| Club Bádminton Rinconada     | La Rinconada      | Pabellón Fernando Martín          |
| Ibiza Bádminton Club         | Ibiza             | Polideportivo Insular Blancadona  |
| Club Badminton Pitiús        | Ibiza             | Polideportivo Insular Blancadona  |
| Club Bádminton Benalmádena   | Benalmádena       | Polideportivo Arroyo de la Miel   |
| Club Bádminton Alicante      | Alicante          | Pabellón Pedro Ferrándiz          |
| Xátiva-Valencia, Terra i Mar | Játiva            | Polideportivo Municipal de Játiva |
| Torrejón Saglas              | Torrejón de Ardoz | Polideportivo Jorge Garbajosa     |
| Multicaja Huesca             | Huesca            | Pabellón Juan XXIII               |
| Club Bádminton Arjonilla     | Arjonilla         | Pabellón Municipal de Arjonilla   |
| Club Bádminton Veleta        | Granada           | Pabellón de Bola de Oro           |
| Club Bádminton As Neves      | Las Nieves        | Pabellón Municipal de Las Nieves  |

## Clasificación

### Grupo A
| N. | Equipo                            | Puntos | Jugados | Victorias | Empates | Perdidos | Partidos | Juegos | Puntos    |
| -- | --------------------------------- | ------ | ------- | --------- | ------- | -------- | -------- | ------ | --------- |
| 1  | Soderinsa Rinconada               | 27     | 10      | 9         | 0       | 1        | 51-19    | 110-44 | 2972-2270 |
| 2  | C.B. Torrejón Saglas              | 27     | 10      | 9         | 0       | 1        | 49-21    | 104-49 | 2891-2396 |
| 3  | C.B. Veleta                       | 15     | 10      | 5         | 0       | 5        | 35-35    | 80-76  | 2745-2762 |
| 4  | Ibiza BC                          | 12     | 10      | 4         | 0       | 6        | 34-36    | 73-87  | 2660-2878 |
| 5  | C.B. Xativa, Valencia Terra i Mar | 9      | 10      | 3         | 0       | 7        | 31-39    | 70-86  | 2651-2715 |
| 6  | C.B. As Neves                     | 0      | 10      | 0         | 0       | 10       | 10-60    | 30-125 | 2210-3108 |

### Grupo B
| N. | Equipo            | Puntos | Jugados | Victorias | Empates | Perdidos | Partidos | Juegos | Puntos    |
| -- | ----------------- | ------ | ------- | --------- | ------- | -------- | -------- | ------ | --------- |
| 1  | C.B. IES La Orden | 30     | 10      | 10        | 0       | 0        | 55-15    | 116-39 | 3034-2352 |
| 2  | Multicaja Huesca  | 21     | 10      | 7         | 0       | 3        | 43-27    | 96-65  | 2934-2701 |
| 3  | C.B. Alicante     | 21     | 10      | 7         | 0       | 3        | 40-30    | 90-66  | 2865-2636 |
| 4  | C.B. Benalmadena  | 9      | 10      | 3         | 0       | 7        | 30-40    | 66-91  | 2725-2870 |
| 5  | C.B. Pitius       | 9      | 10      | 3         | 0       | 7        | 25-45    | 60-97  | 2563-2927 |
| 6  | C.B. Arjonilla    | 0      | 10      | 0         | 0       | 10       | 17-53    | 42-112 | 2381-3016 |